# Тейбнер, Бенедикт Готтгельф
Бенедикт Готтгельф Тейбнер (16 июня 1784, Зонневальде, Луккау — 21 января 1856, Лейпциг) — германский издатель и книготорговец, основатель издательской и книготорговой фирмы своего имени.

## Биография
Бенедикт Готтгельф Тейбнер родился в семье проповедника. В 1798 году стал учеником печатника в Дрездене, с 1803 года работал на Якобершской типографии в Лейпциге, затем на некоторое время уехал в Братиславу. С 1806 года, вернувшись в Лейпциг, управлял небольшой Вейндельшской типографией (в ней было всего два ручных пресса), в 1811 году выкупил её у наследников умершего в 1808 году хозяина и на её основе создал одну из крупнейших в истории Германии типографий и книготорговых фирм. В 1822 году открыл также типографию в Дрездене, которая просуществовала до конца XIX века. С 1824 года владел также непосредственно издательством, сотрудничавшим со многими известными писателями, а также с крупнейшими газетами, в которых печаталась реклама его изданий. В скором времени его типография стала считаться едва ли не самой технически продвинутой в германских государствах.
Был членом лейпцигской масонской ложи. После его смерти семейное дело унаследовали его зятья Кристиан Адольф Россбах и Альбин Аккерман. За ряд предпринятых им изданий получил государственные награды от королей Пруссии и Саксонии. Среди них одно из самых известных - «Geschichte der Buchdruckerkunst als ein Anerkenntnis des typographischen Werts dieser Schrift» (1840).